# Rusajny
Rusajny (niem. Roschenen) – wieś w Polsce położona w województwie warmińsko-mazurskim, w powiecie bartoszyckim, w gminie Sępopol. W latach 1975–1998 miejscowość administracyjnie należała do województwa olsztyńskiego.

Niedaleko wsi przepływa Młynówka, będąca granicą administracyjną gminy Sępopol z gminą Bartoszyce. Wieś sąsiaduje z Szyliną Wielką, Smolanką i Liskami. Ok. 100 mieszkańców.

## Historia
W 1889 r. był to majątek ziemski o powierzchni 363 ha. 
W 1983 r. w Rusajnach było 20 domów z 116 mieszkańcami. W tym czasie funkcjonowały 23 indywidualne gospodarstwa rolne o łącznej powierzchni upraw 365 ha. W gospodarstwach w tym czasie hodowano 242 sztuki bydła, 254 sztuk trzody chlewnej, 30 koni i trzy owce. We wsi była świetlica i punkt biblioteczny. 